# Elatostema sinuatum
Elatostema sinuatum är en nässelväxtart som först beskrevs av Bi., och fick sitt nu gällande namn av Justus Carl Hasskarl. Elatostema sinuatum ingår i släktet Elatostema och familjen nässelväxter. Utöver nominatformen finns också underarten E. s. acuminatissimum.